# Bucarasica
Bucarasica là một khu tự quản thuộc tỉnh Norte de Santander, Colombia. Thủ phủ của khu tự quản Bucarasica đóng tại Bucarasica Khu tự quản Bucarasica có diện tích 263 ki lô mét vuông. Đến thời điểm ngày 28 tháng 5 năm 2005, khu tự quản Bucarasica có dân số 4759 người.